# Leland Melvin
Leland Devon Melvin (ur. 15 lutego 1964 w Lynchburgu, stan Wirginia) – amerykański astronauta i inżynier.

## Wykształcenie oraz praca zawodowa
- 1982 – ukończył szkołę średnią (Heritage High School) w Lynchburgu, stan Wirginia.
- 1986 – został absolwentem University of Richmond w Richmond, stan Wirginia, gdzie otrzymał licencjat z chemii.
- 1989 – rozpoczął pracę w Ośrodku Badawczym NASA im. Langleya (Langley Research Center), gdzie zajmował się m.in. metodyką ustalania uszkodzeń korpusów pojazdów lotniczych i kosmicznych przy wykorzystaniu interferencji optycznej.
- 1991 – na University of Virginia uzyskał tytuł magistra w dziedzinie materiałoznawstwa.
- 1994 – został włączony do prac przy wspólnym projekcie NASA i firmy Lockheed Martin – statku wielokrotnego użytku X-33.

## Kariera astronauty
- 1998 – 4 czerwca został przyjęty do 17 grupy astronautów NASA. Dwa miesiące później rozpoczął intensywne szkolenie. Zapoznał się m.in. z budową wahadłowca oraz Międzynarodowej Stacji Kosmicznej. Opanował również pilotaż samolotu T-38 i przeszedł kurs przetrwania w ekstremalnych warunkach.
- 1999 – w sierpniu zakończył przeszkolenie podstawowe i uzyskał kwalifikacje specjalisty misji. Następnie został skierowany do Biura Astronautów NASA, gdzie pracował w Wydziale ds. eksploatacji stacji kosmicznej (Space Station Operations Branch) oraz Departamencie Edukacyjnym w kwaterze sztabu NASA w Waszyngtonie. Później trafił do Wydziału Robotyki (Robotics Branch).
- 2006 – w lipcu został wyznaczony specjalistą misji (MS-3) w załodze STS-122.
- 2008 – start do lotu STS-122 nastąpił 7 lutego. Celem misji wahadłowca Atlantis było m.in. dostarczenie do Międzynarodowej Stacji Kosmicznej laboratorium Columbus przygotowanego przez Europejską Agencję Kosmiczną.
- 2009 – 16 listopada po raz drugi wystartował w kosmos na pokładzie wahadłowca Atlantis do 11-dniowej misji STS-129.
- 2010 – w październiku został zastępcą administratora NASA kierującym Biurem Edukacji.
- 2014 – w lutym opuścił NASA.

## Nagrody i odznaczenia
- NASA Outstanding Performance Awards (8-krotnie)
- NASA Superior Accomplishment Award (2-krotnie)
- Universal Astronaut Insignia za lot orbitalny (nr 466) – Stowarzyszenie Uczestników Lotów Kosmicznych (Association of Space Explorers(inne języki))[1]

## Wykaz lotów
| Loty kosmiczne, w których uczestniczył Leland D. Melvin                   | Loty kosmiczne, w których uczestniczył Leland D. Melvin | Loty kosmiczne, w których uczestniczył Leland D. Melvin | Loty kosmiczne, w których uczestniczył Leland D. Melvin | Loty kosmiczne, w których uczestniczył Leland D. Melvin | Loty kosmiczne, w których uczestniczył Leland D. Melvin | Loty kosmiczne, w których uczestniczył Leland D. Melvin |
| №                                                                         | Data startu                                             | Statek kosmiczny                                        | Data lądowania                                          | Statek kosmiczny                                        | Funkcja                                                 | Czas trwania                                            |
| ------------------------------------------------------------------------- | ------------------------------------------------------- | ------------------------------------------------------- | ------------------------------------------------------- | ------------------------------------------------------- | ------------------------------------------------------- | ------------------------------------------------------- |
| 1                                                                         | 7 lutego 2008                                           | STS-122 Atlantis F-29                                   | 20 lutego 2008                                          | STS-122 Atlantis F-29                                   | Specjalista misji (MS-1)                                | 12 dni 18 godzin 21 minut i 40 sekund                   |
| 2                                                                         | 16 listopada 2009                                       | STS-129 Atlantis F-31                                   | 27 listopada 2009                                       | STS-129 Atlantis F-31                                   | Specjalista misji (MS-1)                                | 10 dni 19 godzin 16 minut i 13 sekund                   |
| Łączny czas spędzony w kosmosie – 23 dni 13 godzin 37 minut i 53 sekundy. |                                                         |                                                         |                                                         |                                                         |                                                         |                                                         |